# 2П26
2П26 — советская боевая машина (БМ) противотанкового ракетного комплекса (ПТРК) 2К15 «Шмель» на шасси ГАЗ-69.

## История создания
Разработка боевых машин на шасси ГАЗ-69 в составе комплекса 2К15 и БРДМ (комплекс 2К16) была начата в мае 1959 года. По результатам испытаний, проходивших с ноября 1959 года, комплекс на шасси БРДМ признали лучшим по пулезащищённости, возможности преодоления окопов, совершенству механизма наведения пусковой установки, величине возимого боекомплекта. Более легкий 2П26 оказался предпочтительнее в качестве противотанкового вооружения формирований ВДВ, а также как упрощённый вариант для массового производства в условиях военного времени. 2П26 была принята на вооружение ВС СССР 1 августа 1960 года вместе с 2П27.

## Описание конструкции
Основным предназначением боевой машины 2П26 являлась борьба с бронированными целями. В состав экипажа машины входили два человека: механик-водитель и наводчик-оператор (являющийся по совместительству командиром БМ).

### Корпус
Боевая машина построена на базе автомобиля ГАЗ-69 (ГАЗ-69М для машин последних выпусков). На автомобиле смонтирована кабина сварной конструкции с двумя бортами и быстросъёмный тент. При приведении машины из походного в боевое положение тент в задней части кузова опускался назад и направляющие ПУ переводилась из вертикального (походного) в боевое положение. Кресло оператора-наводчика оснащалось перекидной спинкой, что позволяло использовать приборы управления, расположенные на задней стенке кабины. В кузове были установлены аккумуляторные батареи, обеспечивавшие питание пусковой установки и аппаратуры управления. К правому борту автомобиля приваривался кожух для размещения катушки с кабелем для присоединения выносного пульта оператора.

### Вооружение
Вооружением БМ являлись противотанковые управляемые ракеты (ПТУР) 3М6 «Шмель», обладавшие бронепробиваемостью до 380 мм. Время приведения в боевое положение — 40 секунд, для стрельбы с выносным пультом — до 2,5 минут. Скорострельность — 2 выстрела в минуту. Дальность стрельбы ракетами составляла от 600 до 2000 м. Возимый боекомплект составлял 4 ракеты, размещённые на направляющих. Управление ракетами осуществлялось по проводной линии. Для вписываемости в кузов машины ракеты размещались на направляющих боевой машины по схеме «+» с переходом в полете на схему «x». В результате бугели оказались в плоскости, наклоненной под углом 45° к горизонту, что увеличило послестартовые возмущения ракеты. Дополнительно в комплект возимого вооружения входили автомат Калашникова и гранатомёт РПГ-7 с тремя реактивными гранатами.

### Средства наблюдения и связи
Для внешней связи в боевой машине 2П26 имелась переносная радиостанция Р-126, которая обеспечивала надёжную связь на дальности до 2000 метров при работе с выносным пультом, однако в самой БМ дальность связи уменьшалась в 1,5-2 раза.
Для наведения и управления огнём машины с дистанции из укрытия использовался выносной пульт с биноклем БПШ-8. При стрельбе непосредственно из боевой машины использовался оптический визир 10П6 с 8-ми кратным увеличением.

### Ходовая часть
Ходовая часть боевой машины 2П26 выполнена на базе автомобиля ГАЗ-69 (ГАЗ-69М для машин последних выпусков). Подвеска рессорная, на 4 продольных полуэллиптических рессорах, работающих совместно с 4 гидравлическими амортизаторами. В состав механической трансмиссии входили однодисковое сцепление, трёхступенчатая коробка передач, двухступенчатая раздаточная коробка, привод к ведущим колесам осуществлялся через карданную передачу. Привод на передний мост подключаемый. Колёса размерности 6,50-16". Двигатель ГАЗ-69, карбюраторный, четырёхцилиндровый, мощностью 65 л. с. при 3800 об/мин.

## Боевое применение
- БМ 2П26 применялись в ходе арабо-израильских конфликтов 1960-х годов. В ходе Шестидневной войны неоднократно отмечались случаи пусков ПТУР «Шмель» по израильским танкам на египетском фронте, но число попаданий было незначительным[10]. Израильские войска захватили до 40[11] египетских 2П26, 30 из которых которые впоследствии оставались на вооружении Израиля как минимум до 1973 года[10][12].
- В ходе Войны на истощение египетским войскам удалось поразить ПТУР «Шмель» два израильских танка M48, патрулировавших восточный берег Суэцкого канала[10].
- В ходе Войны Судного дня Египет использовал небольшое количество БМ 2П26[10].

## Сохранившиеся экземпляры
- Венгрия:
  - Военный музей в Кецеле[13]
- Германия:
  - Военно-исторический музей, Дрезден
- Израиль:
  - Музей Армии обороны Израиля, Тель-Авив
- Польша:
  - Любушский военный музей[пол.], Држонов[14]
  - Музей польского оружия, Колобжег[15]
- Республика Корея:
  - Музей 2-й пехотной дивизии, Ыйджонбу[16]
- Россия:
  - Военно-исторический музей артиллерии, инженерных войск и войск связи, Санкт-Петербург
- Украина:
  - Музей истории Украины во Второй мировой войне, Киев[17]
- Чехия:
  - Военно-технический музей Лешаны, Лешаны[18]

## Галерея

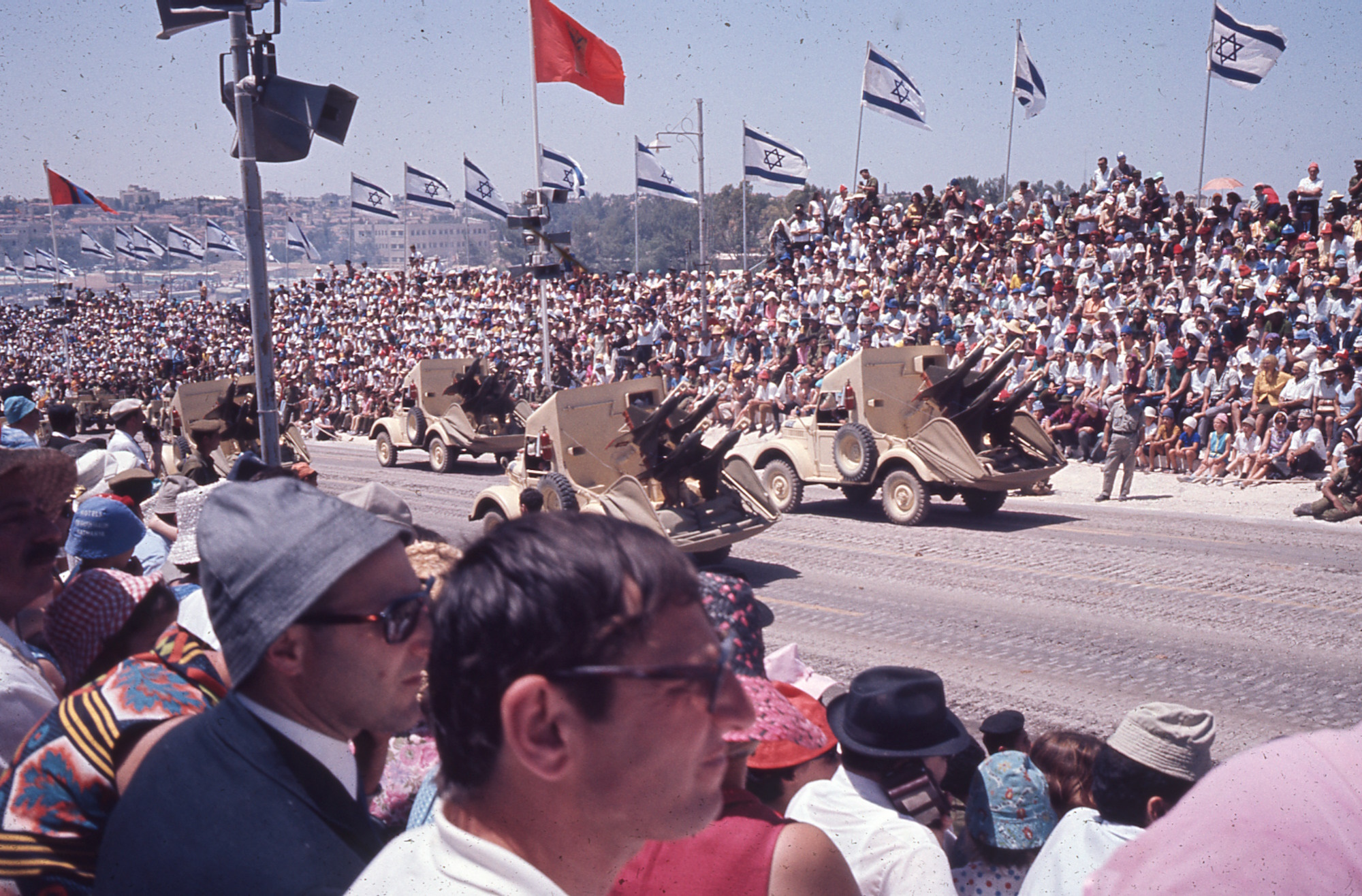
Захваченные Израилем 2П26 на параде в День независимости. Иерусалим, 1968 год.
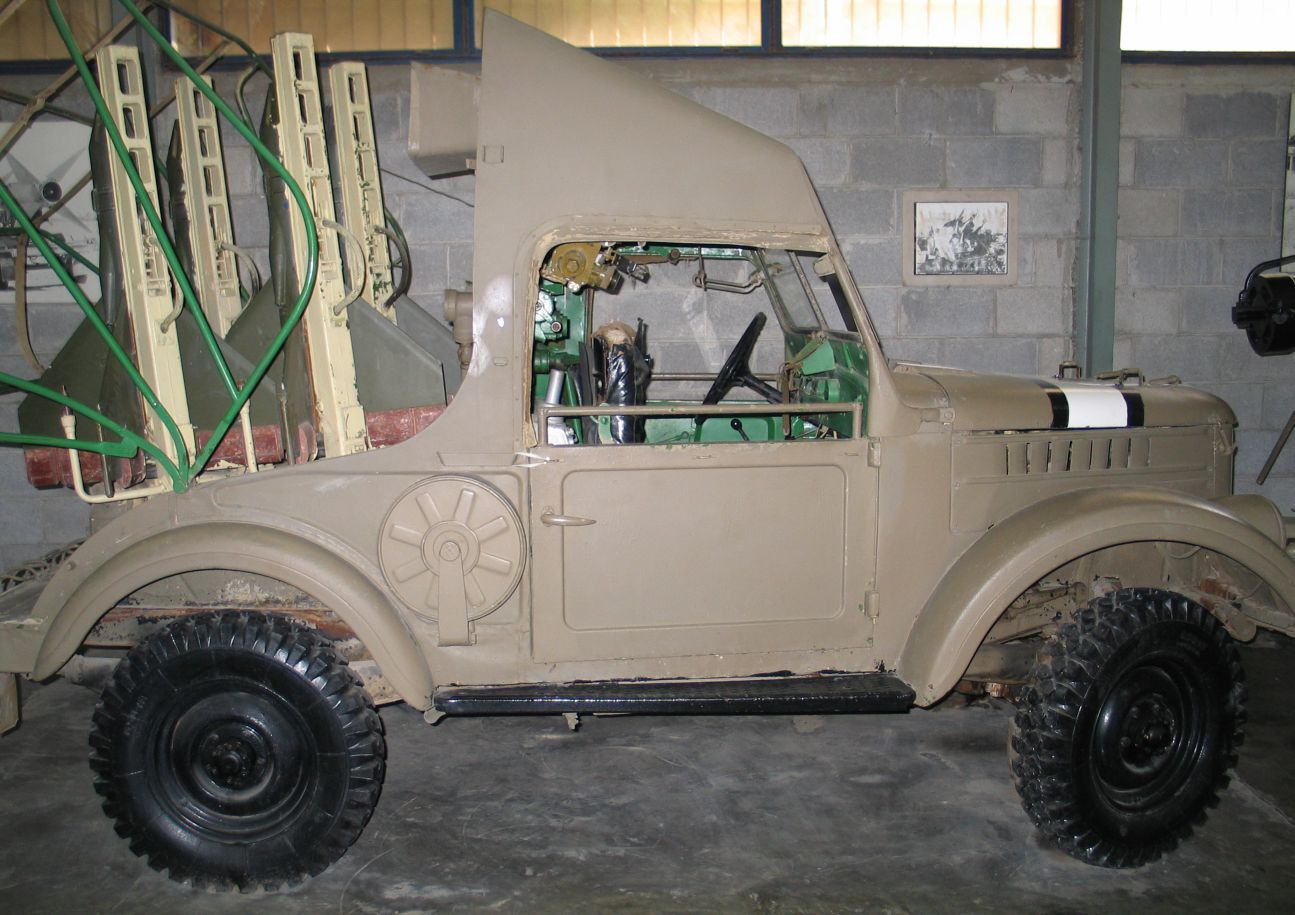
ПУ в походном положении. 2П26 в музее Армии обороны Израиля.